# ホズ・エル・ガルビ州
ホズ・エル・ガルビ州（ホズ・エル・ガルビしゅう、アラビア語: ولاية الحوض الغربي, ラテン文字転写: Wilāyat al-Ḥawḍ al-Gharbī）は、モーリタニアを構成する12の州の一つ。

## 下位行政区画
- Ayoun el Atrous Department
- Kobenni Department
- Tamchekket Department
- Tintane Department